# KkStB-Tenderreihe 11
Die kkStB-Tenderreihe 11 war eine Schlepptenderreihe der kkStB, deren Tender ursprünglich von der Süd-Norddeutschen Verbindungsbahn
(SNDVB) und der Österreichischen Nordwestbahn (ÖNWB) stammten.
Die SNDVB beschaffte diese Tender 1858/59 bei Ringhoffer in Prag-Smichov.
Nach der Verstaatlichung reihte die kkStB die Tender als Reihe 11 ein.
Sie blieben immer mit Maschinen der Reihe 133 (ex ÖNWB IVa und IVb) gekuppelt.